# Garoé

El árbol de Garoé en el escudo de El Hierro

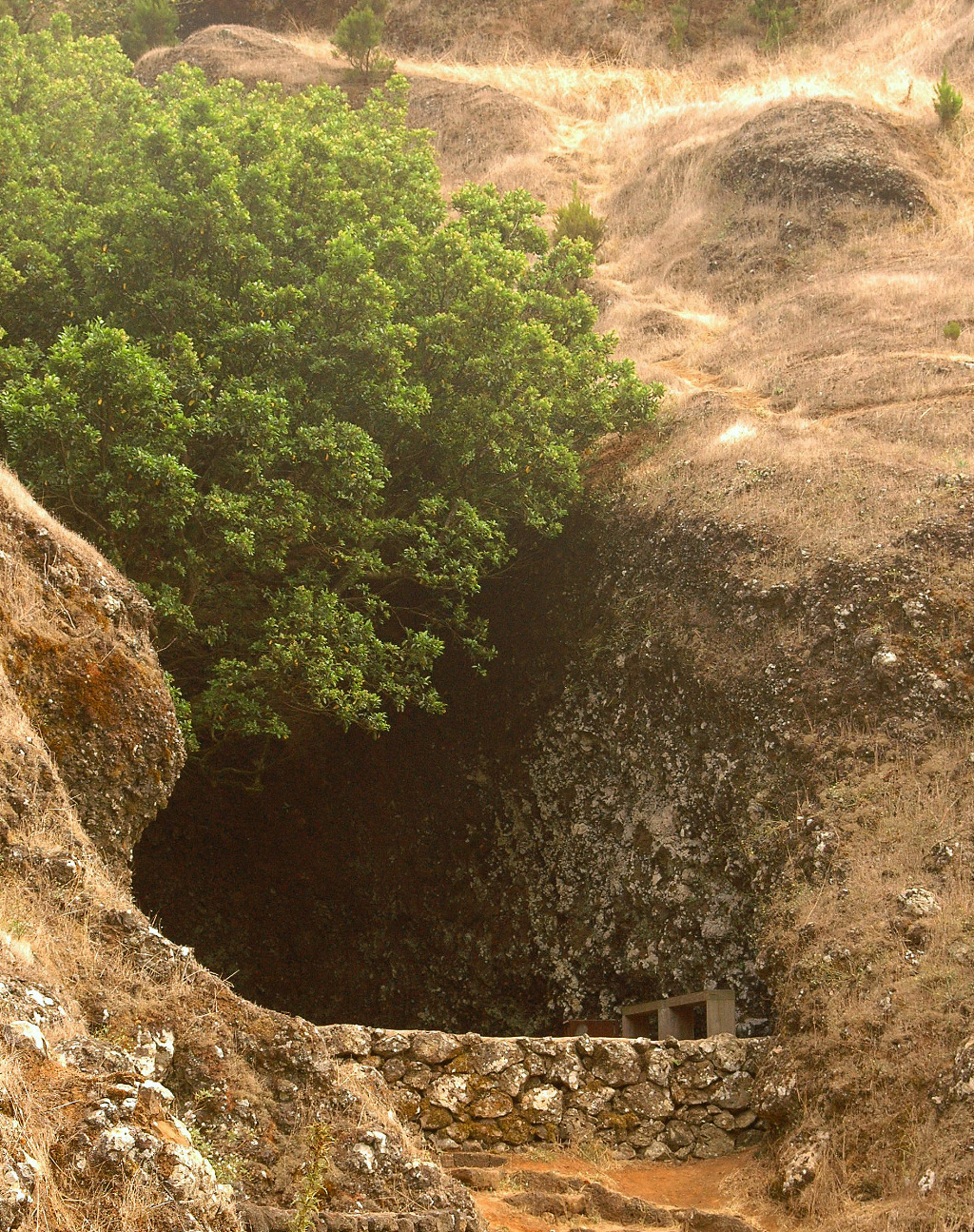
Lugar donde se encontraba el árbol sagrado garoé

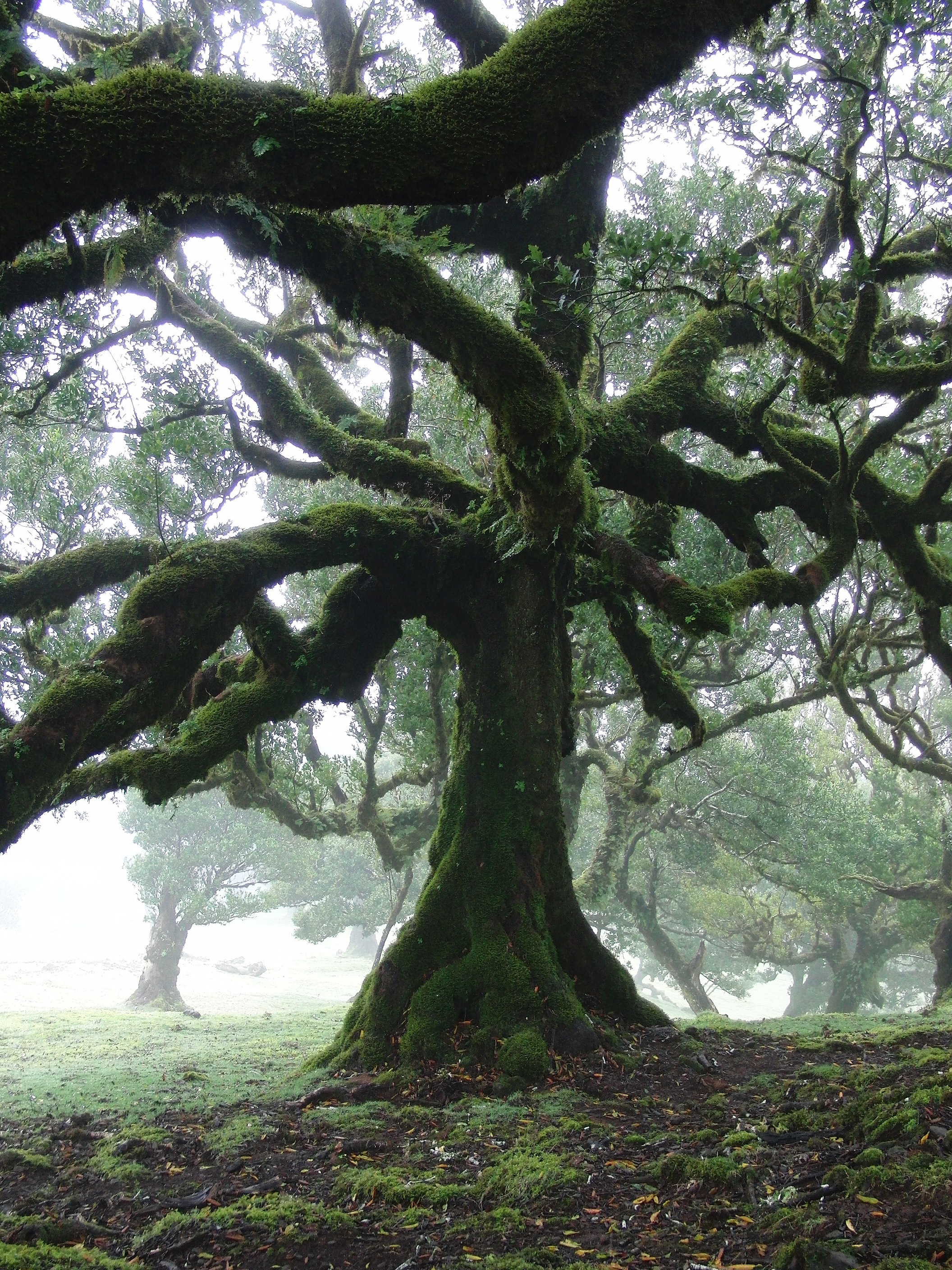
Ejemplar de til Ocotea foetens, especie candidata de haber sido el mítico garoé

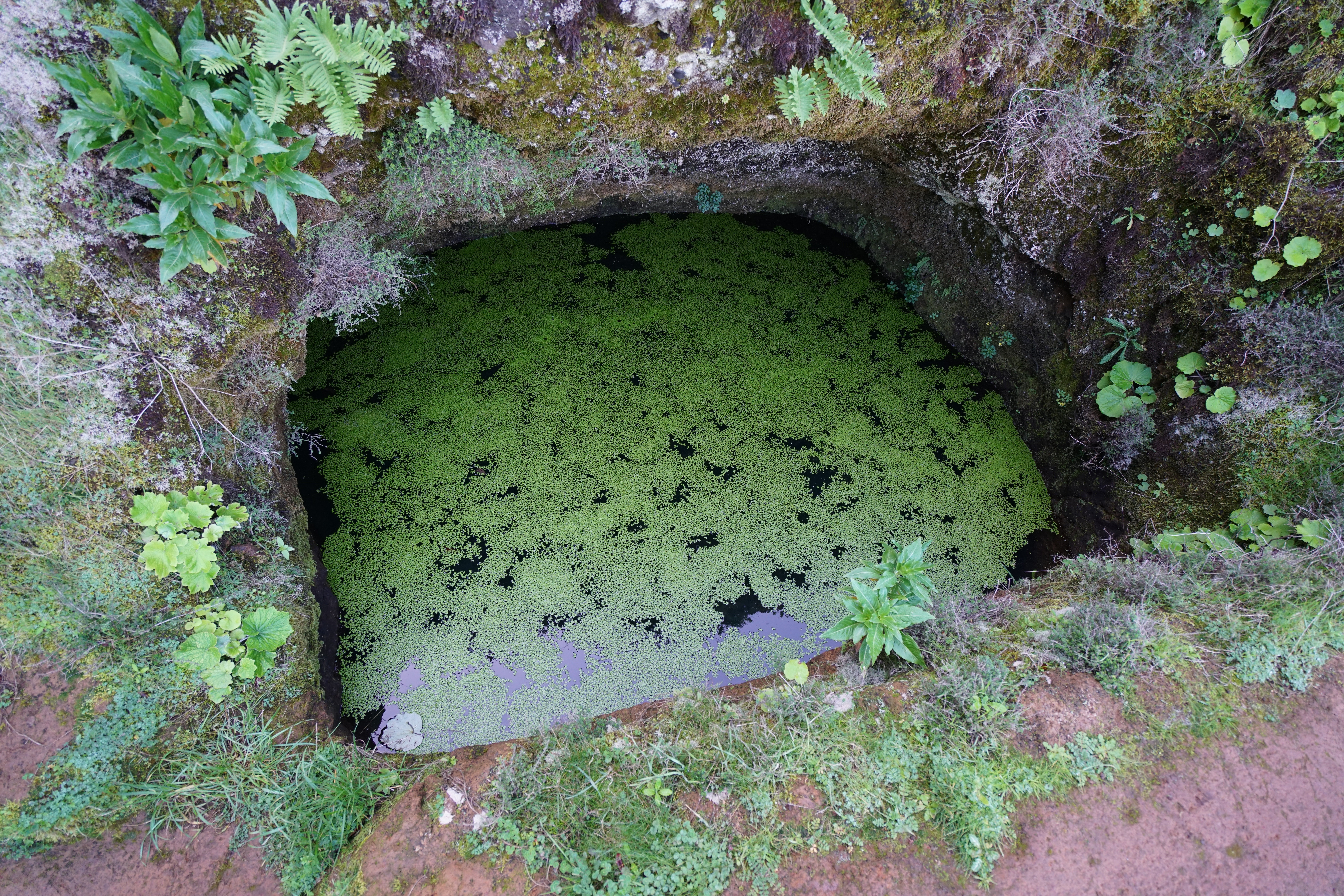
Alberca cerca del árbol Garoé

El Garoé (del tamazight insular: ⴳⴰⵔⴰⵡ, de gărăw > garoe, palabra masculina que significa 'laguna', 'río'), fue el árbol sagrado de los bimbaches, antiguos habitantes de El Hierro, en el archipiélago canario, así como uno de sus símbolos, posiblemente era un ejemplar de Ocotea foetens conocido como til o tilo. En el escudo de El Hierro se representa un árbol con su copa rodeada de nubes del que caen gotas de agua.
El lugar donde se ubicaba se encuentra en el municipio de Valverde en el noreste de la isla a 1000 m s. n. m. En sus cercanías existe un centro de interpretación.

## Historia
Cuentan las crónicas de la Conquista que en la Isla del Hierro hubo un árbol al que los naturales llamaban Garoé. No conocían los españoles de otro árbol similar en todo el archipiélago o tierra conocida. El caso es que las grandes hojas del Garoé eran capaces de captar y destilar el agua de las nieblas que a él llegaban, agua que se recogía en grandes oquedades hechas en torno al árbol por los bimbaches, siendo la principal fuente de agua de este pueblo. No había más agua en el Hierro que la que dimanaba del Garoé. Por ello, el pueblo bimbache ―entonces una escasa población― tenía al Garoé por una divinidad digna de toda adoración. Este mítico árbol se encontraba en una zona cercana a Tiñor, en una ladera constantemente bañada por el alisio, y a unos mil metros de altura sobre el nivel del mar. Se sabe que el Garoé era de impresionante tamaño y que su tronco tenía metro y medio de diámetro.
A la llegada de los españoles, los bimbaches resolvieron ocultar a estos la cualidad del Garoé para que, no hallando agua, la sed les hiciera tornarse prestos a sus bases. Y a punto estuvieron de conseguir su propósito. Pero Guarazoca, una joven bimbache, se enamoró de un soldado andaluz que formaba parte de la expedición y, traicionando a los suyos, lo condujo directamente hasta el árbol que el necesario elemento les proporcionaba. Fue castigada con la muerte. Poco después Armiche, el Mencey, fue capturado y con él todos aquellos que lo seguían y defendían.
En 1610, fortísimos vientos arrasaron toda esa zona y el árbol Garoé fue arrancado de la tierra que tan orgullosamente lo alimentaba. Tras él, la población aborigen de El Hierro, los bimbaches, también desaparecieron por falta de agua, entre otras cosas. En 1949, se plantó un tilo en el emplazamiento del antiguo.

## Naturaleza del fenómeno
La capacidad de captar agua del árbol se puede explicar por la combinación de dos efectos: el meteorológico, ya que las hojas del tilo son muy eficaces al captar los vientos alisios cargados de humedad que ascienden por el barranco. Otro es geológico dado que se encontraba en un suelo volcánico poroso reciente sobre otro más antiguo con arcillas impermeables que permite acumular las aguas atrapadas en albercas excavadas cerca del mismo árbol.

## El garoé en la literatura
- El primer texto en que el árbol es nombrado, refiriéndose a él como «Árbol que da agua» es en el libro de 1525 de Antonio Pigafetta, Relación del primer viaje alrededor del mundo.
- En Historia de las Indias, escrito por Fray Bartolomé de las Casas, hay también un breve párrafo en honor al Garoé.
- Abreu Galindo menciona el árbol en su Historia de La Conquista de Las Siete Islas Canaria (1602): "Este lugar y término donde está este árbol se llama Tigulahe. El cual es una cañada que va por un valle arriba desde la mar a dar a un frontón de un risco. Donde está nacido en el mismo risco el Árbol Santo que dicen llamarse en su lengua Garoe".[4]
- El navegante Richard Hawkins habla de varios árboles.[5]
- En 2010 el escritor canario Alberto Vázquez-Figueroa publicó la obra Garoé, cuya trama se desarrolla en la isla del Hierro, y que obtuvo el Premio de Novela Histórica Alfonso X El Sabio.[6]